# Gabriela Matečná
Gabriela Matečná, née le 28 novembre 1964, est une femme politique slovaque. Elle est ministre de l'Agriculture et du Développement rural, entre 2016 et 2020.